# يوريكا مقاطعة بولك (ويسكونسن)
يوريكا، مقاطعة بولك (بالإنجليزية: Eureka, Polk County, Wisconsin)‏ هي بلدة تقع بولاية ويسكونسن في الولايات المتحدة. تبلغ مساحتها 141.8 (كم²)، وترتفع عن سطح البحر 319 م، بلغ عدد سكانها 1338 نسمة في عام 2000 حسب إحصاء مكتب تعداد الولايات المتحدة وتصل الكثافة السكانية فيها 9.6 نسمة/كم2.

## وصلات خارجية
- http://townofeureka.org
- The US50 - Cities and Towns in Wisconsin State
- Wisconsin Cities and Towns, Facts, Map, Flag, Colleges, Government, and More